# Ramiz Azizbeyli
Ramiz Azizbeyli (en azerí: Ramiz Əzizbəyli) (Bakú, República Socialista Soviética de Azerbaiyán, 20 de julio de 1948 - Bakú, Azerbaiyán, 9 de junio de 2021) fue un actor, director de cine y guionista azerí.

## Biografía
Ramiz Azizbeyli nació el 20 de julio de 1948 en Bakú. En 1977 se graduó de la Universidad Estatal de Cultura y Arte de Azerbaiyán. Déspués empezó a trabajar en la compañía de producción de cine, Azerbaiyán. Comenzó su carrera como director de cine en 1987. También enseña en la Universidad Estatal de Cultura y Arte de Azerbaiyán.
Ramiz Azizbeyli recibió el título Artista del pueblo de la República de Azerbaiyán en 2000 por su contribución al desarrollo del cine de Azerbaiyán. En 2018 se ha galardonado con la Orden Sharaf.
Murió a causa de un infarto el 9 de junio de 2021.

## Filmografía
- 1974 – “Las páginas de la vida”
- 1975 – “Las manzanas son similares”
- 1976 – “Darvish explota París”
- 1977 – “Cumpleaño”
- 1978 – “Suegra”
- 1980 – “Evento de tráfico”
- 1980 – “Me espera”
- 1981 – “La vida de Cavid”
- 1981 – “No te preocupes, soy contigo”
- 1983 – “Profesor de música”
- 1984 – “El parque”
- 1985 – “El robo del novio”
- 1989 – “Perdoname, si muero”
- 1990 – “Espejo”
- 1991 – “El anillo de compromiso”
- 1991 – “Gazelkhan”
- 1993 – “Tahmina”
- 1998 – “La habitación de hotel”
- 2001 – “Sueño”
- 2011 – “Buta”

## Premios y títulos
- Artista de Honor de la República de Azerbaiyán (2000)
- Artista del pueblo de la República de Azerbaiyán (2008)
- Orden Shohrat (2018)